# 니콜라이 2세
니콜라이 2세(러시아어: Николай II, 1868년 5월 18일(율리우스력 5월 6일)~1918년 7월 17일)는 러시아 제국의 마지막 황제, 폴란드의 차르, 핀란드의 대공이다.(1894년 11월 1일~1917년 3월 14일) 본명은 니콜라이 알렉산드로비치 로마노프(러시아어: Никола́й Алекса́ндрович Рома́нов)이다. 알렉산드르 2세의 첫 손주이자 장손이다. 알렉산드르 3세와 덴마크의 다우마의 맏이이자 장남이다. 표트르 1세의 7대손이다.
로마노프 왕조의 14번째 군주로 1917년 2월 혁명으로 퇴위했으며, 이후 알렉산드롭스키 궁에서 가택연금을 당했다. 1917년 여름 임시정부의 결정에 의해 가족과 함께 그는 토볼스크로 보내졌고, 1918년 봄 볼셰비키에 의해 예카테린부르크로 옮겨졌으며, 1918년 7월 이파티예프 집에서 가족들과 함께 총살당했다.
2000년 8월 20일 니콜라이 2세는 자신의 가족 및 다른 러시아 혁명시의 교회 순교자들과 함께 러시아 정교회에 의해 성인으로 시성되었으며, 해외 러시아 정교회에 의해서는 1981년 순교자로 시성되었다.
니콜라이 2세는 영국의 조지 5세의 이종사촌(둘의 모후 다그마르와 알렉산드라가 자매)이고, 아내 알렉산드라 표도로브나는 독일의 황제 빌헬름 2세와 이종사촌(둘의 어머니 앨리스와 빅토리아가 자매)이다.

## 생애

### 유년 시절과 즉위

#### 생애 초기

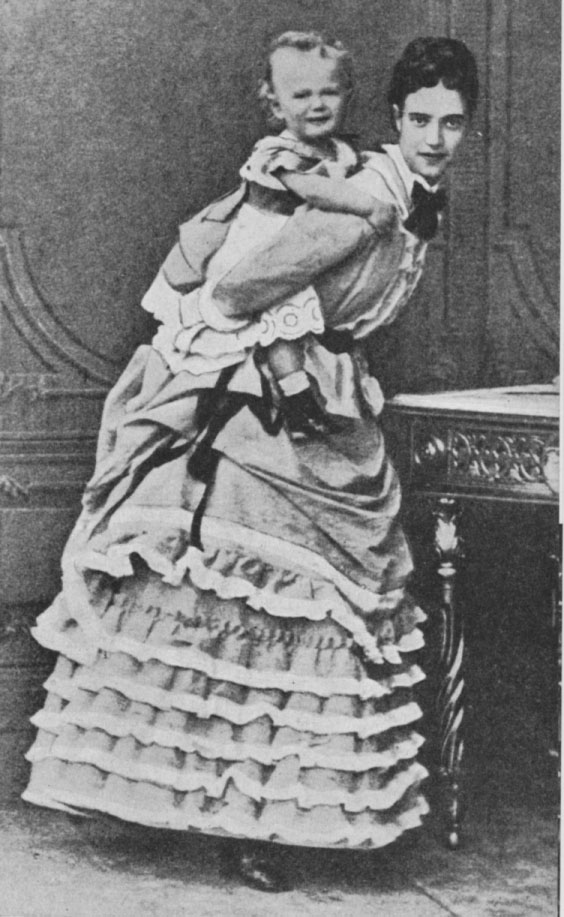
1870년의 니콜라이 2세와 그의 어머니(다그마르)

니콜라이 2세는 상트페테르부르크에서 당시 황태자였던 사샤와 덴마크 출신의 덴마크의 다우마의 4남 2녀 중 맏이로 태어났다. 애칭은 니키였으며, 어린 시절부터 그는 남에게 봉사하는 따뜻한 성품을 지니고 있었다.
하지만 너무 유약했기 때문에 군주감으로는 적합하지 못한 성격이었다. 1881년 황태자에 책봉되었고, 1891년 극동 방문 중 일본 제국에 들렀을 때, 오쓰 사건의 주모자 쓰다 산조의 암살시도로 부상을 입었으나 동행 중이었던 친척 요르요스에게 구조되었다.
진외재종매 알렉산드라(빅토리아 여왕의 외손녀이자 앨리스 공주의 4녀)와 열렬한 연애 끝에 1894년 4월 8일 코부르크에서 약혼했다.

#### 즉위 초기

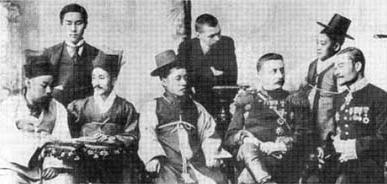
1896년 니콜라이 2세의 대관식에 참석했을 때 파견된 대한제국 사절단(앞줄 왼쪽 두 번째가 영어담당 통역관인 윤치호, 세 번째는 대한제국 사절단장 민영환)

선제인 알렉산드르 3세는 1888년 10월 29일 가족 여행 중 의문의 열차사고를 당했으며 후유증으로 추측되는 신장병이 1894년에 발병했고 같은 해 11월 1일에 갑자기 사망했다. 니콜라이는 장남으로서 같은 날 즉위한 뒤 같은 달 26일에는 상트페테르부르크의 겨울궁에서 부랴부랴 결혼식을 올렸다. 그는 황제가 될 준비가 아직 안 되어 무척 당황했다고 전해진다. 공식적인 대관 행사들은 18개월 뒤인 1896년 5월 26일에 시작되었는데, 모스크바 크렘린의 성모안식주교좌당에서 열린 대관식의 도중 목걸이가 그의 목에서 떨어지자 모두가 이를 불길한 징조로 여기고 목격자들을 함구시켰다. 축제기간인 1896년 5월 30일에도 역시 불길한 사건이 일어났는데 옥외행사에 10만~수 십만 명의 군중이 몰려 1,389명이 압사하고 1,300명이 부상당했다. 결국, 니콜라이 2세는 애도의 뜻을 표하고 행사를 취소했다.
헌신적인 남편이자 매우 가족적이고 관대한 아버지였던 니콜라이 2세는 정치보다 가정생활에 더 큰 관심을 쏟았다. 하지만 그는 근본적인 개혁의 소리에 대해서는 귀담아듣지 않았다. 그는 자신의 제국이 변화하는 것을 두려워했다.
언론은 엄격히 감시받았고 젬스트보의 권한은 축소되었으며 비정교회 신자들과 소수민족, 특히 유대인들이 박해를 받아 그 결과 차르와 그 정권에 반대하는 시위가 일어났다. 1901년 교육부 장관 니콜라이 보골레포프가 암살되고 1902년 내무장관 드미트리 스피야긴이 암살되었으며 1903년 우파 지사 보그다노비치와 스피야긴의 뒤를 이은 내무장관 플레프가 암살되었으며 알렉산드르 2세의 암살범을 사냥한 경찰 간부이자 새 내무장관으로 임명된 비야체슬라프 플레베도 1904년 6월 폭탄 테러로 암살되었다.
황후 알렉산드라는 혈우병을 앓고 있는 아들 알렉세이를 치료하기 위해 라스푸틴을 초청했는데 이것이 큰 화근이었다. 라스푸틴은 황후의 후원을 등에 업고 정치에 그다지 관심 없는 황제를 대신하여 나라를 암묵적으로 다스렸는데 아주 크게 악정을 행하여 결과적으로는 니콜라이 2세가 황제가 되고 나서 부황 못지 않은 시대착오적인 반동정치를 계속 펼쳐 전제 정치의 힘만 더욱 강해지는 결과물을 초래했다.

### 몰락

#### 피의 일요일
1905년 1월 22일, 여느 때라면 성당에 갈 시간에 굶주림에 지친 15만 명의 노동자들이 황제에게 급료를 올려달라고 청원할 생각으로 성가를 부르며 눈길을 걸어 황궁으로 갔다. 청원서를 가지고 행진하는 대열은 점점 불어나 급기야는 20만 명을 넘어섰다. 이 행렬 앞에는 이콘과 황제의 초상이 게양되어 있었다.
그 행렬 선두에는 러시아 정교회의 게오르기 가폰 신부가 있었다. 브치로프의 공장에서 노동자 3명이 부당해고를 당한 것이 원인이 되어, 가폰 신부 아래 노동자가 결집하게 되었고, 이들이 황제에게 제출할 청원서를 들고 행진하게 된 것이다. 이 파업은 이미 1주일 전에 발생하여 계속되다가 이날 22일에는 황제 니콜라이 2세에게 직접 청원서를 제출하기 위해 비상수단을 쓰게 된 것이다.
청원서 행렬은 오후 2시, 광장에 집결했다. 이 대열 앞에는 “병사들이여, 국민들을 쏘지 말아라”고 하는 플래카드가 들려 있었다. 그러나 그들을 막아선 황제의 군대는 대열을 향해 일제사격을 가했다. 뒤이어 대포도 여러 발 발사되었다. 이 일제사격으로 1천 명 이상의 노동자가 피를 흘리며 쓰러졌다.
이 행렬에 대해 마지막으로 황제의 기병대가 돌진하여 칼을 휘둘렀다. 이리하여 거룩한 주일은 피의 일요일이 되고 말았다. 그러나 이 사건을 계기로 노동자의 파업이 전국적으로 확산되어 모스크바, 사라토프, 바르샤바 등지에서 노동자들은 연일 시위에 나섰다.
그 결과 66개 도시의 44만 명에 이르는 노동자들이 항의의 표시로 작업을 중단했다. 이때까지 니콜라이 2세가 이 사건이 얼마나 큰 파정을 가져올지 깨닫지 못하고 있었던 사이, 10월에는 대규모의 파업이 발생하여 러시아 경제는 파탄에 빠지게 되었는데 3000가구 이상의 귀족 저택이 파괴되고 1월 ~ 10월까지 봉기가 2700회나 일어났다.
그리고 유사한 시기 니콜라이의 숙부 세르게이(1857년 ~ 1905년, 알렉산드르 2세의 다섯번째 아들)와 1906년 장성 두브라소프까지 암살되면서 지금까지 하느님을 받들듯이 섬겨온 황제의 명령에 의해서 수많은 동료들이 살상된 사실을 알게 되자 러시아 민중 속에 신앙과 같이 뿌리 깊던 황제 숭배는 일시에 무너지고 사람들은 황제에 대해 적대감을 품게 되었다.
당시 조선과 만주를 놓고 일본 제국과 전쟁 중(러일 전쟁)이던 러시아 정부로서는 그야말로 내우외환의 위기를 맞은 셈이 되었다.
이런 상황에서 포츠머스 회의에 전권대사로 파견된 세르게이 비테는 의회를 구성하겠다는 약속으로 국민을 설득하여 가까스로 난국을 진정시켰으나, 제국 정부의 도덕적 정통성이 무너짐으로써 로마노프 왕조의 붕괴는 피할 수 없는 것이 되었다. 이 피의 일요일 사건은 훗날 러시아 혁명의 발단이 되었다.

#### 무능함과 더욱 악독해진 전제정치
니콜라이는 정치적으로 무능했고, 미신을 신봉하기도 했다. 라스푸틴은 니콜라이 2세를 사실상 허수아비로 만들고 1881년의 임시법을 계속 적용, 확대하여 언론과 사상을 엄격히 통제했고, 교육에도 일부 제한을 가했다. 젬스트보와 시 정부의 권한은 더욱 축소됐다. 젬스트보의 과세대상도 줄였고, 젬스트보 위원과 고용인의 임명 비준을 거부하여 정권에 충성하는 사람만이 공적인 지위를 얻을 수 있음을 보여주기도 했다. 이 때 라스푸틴은 라스푸틴대로 황권을 등에 업고 사리사욕을 챙기느라 급급했다.
니콜라이 2세의 치세기간 동안 러시아의 국민들로부터 착취한 보물들은 전부 라스푸틴이 가로챘다. 종교 핍박도 더욱 심해졌다. 분리파 정교도가 심한 탄압을 받았고, 아르메니아 교회와 그 밖의 종파들에도 일부 제약이 가해졌다. 유대인의 지위도 더 악화됐다. 유대인의 토지 매입을 일부 규제했고, 1903년 베사라비야의 키시뇨프에서 시작돼 우크라이나 일대로 확대된 대규모의 유대인 약탈과 학살을 방관했다.

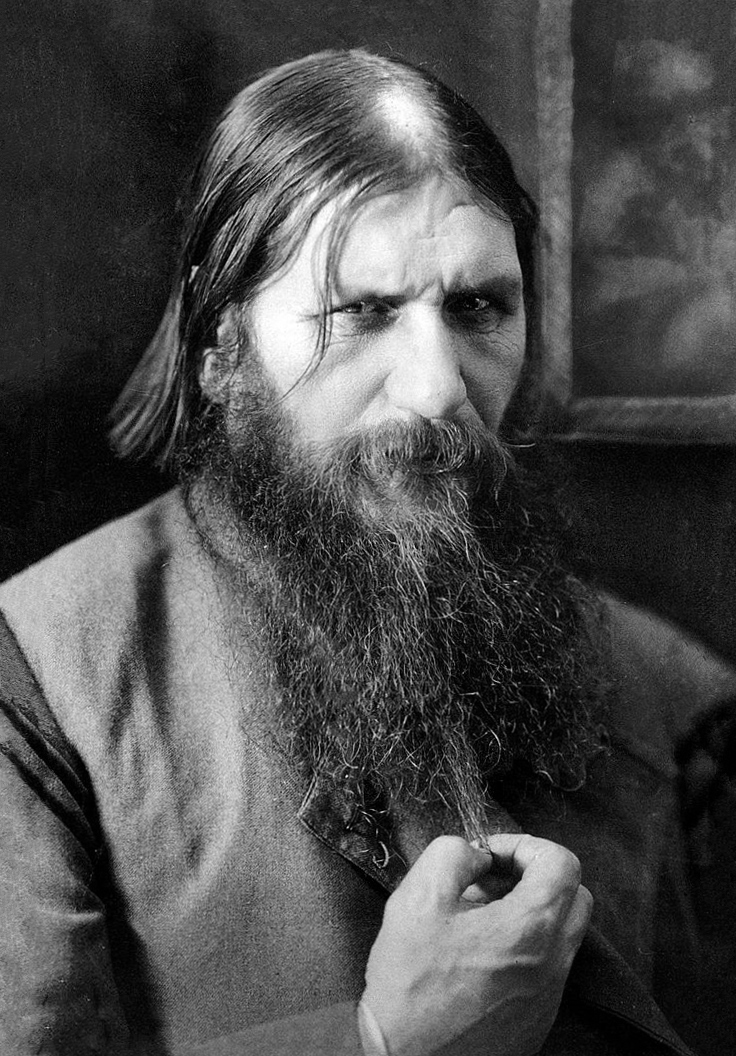
니콜라이 2세와 러시아를 파멸로 몰고 간 라스푸틴

1809년 러시아에 합병된 이래 상당한 자치권을 부여받고 있던 핀란드에도 강력한 러시아화 정책을 추진하여 많은 권리를 박탈했다. 반대 운동이 격화되면서 핀란드는 혁명 세력의 주요 근거지가 됐다. 이렇게 니콜라이 2세는 파계성직자인 라스푸틴에게 끌려다니는 모습을 보이기도 하여 군주로서의 리더쉽적인 자질에 대해 의심받기도 했다.
경제 면에서는 1906년까지 비테를 계속 중용, 강력한 산업화 정책으로 큰 성과를 낳았으나, 균형 잃은 산업화는 결국 위기에 처하게 된다.

### 피의 일요일 이후
1905년의 피의 일요일 사건 이후로 진전되지 않다가 1907년 즈음 가서야 겨우 진전되어 갔다. 또한 러시아에는 표트르 스톨리핀 총리의 개혁에 힘입어 연평균 7%의 산업 성장화를 보이면서 한때 로마노프 왕조의 위세를 떨치기도 했으나 1911년 9월 14일 스톨리핀 총리까지 암살되면서 개혁은 사실상 종결되었다.
한편 노동자와 농민층이 황제에 대한 불만세력이 여전하다고 여긴 니콜라이 2세는 이러한 국내의 불만을 진정시키기 위해 제1차 세계대전 때 총동원령을 내려 많은 병력을 파병했다. 처음에 민중들은 애국심에 불타서 1차세계대전에 지지를 하였고, 무려 1500만 명이 전선에 나가 지원했었다.
하지만, 지휘관들의 무능함이 여실히 드러난 탄넨베르크 전투에서 자멸적인 대패를 했을 뿐만 아니라 전쟁으로 인해 수많은 젊은이들이 군에 지원한 것 때문에 러시아의 노동력은 급격히 저하되어, 전쟁이 장기화됨에 따라 국내의 불안은 고조되어가면서 제정 러시아의 한계가 드러나기 시작했다.
1914년 8월 ~ 1915년 8월까지 러시아군은 병력의 절반을 잃어 140만 명이 전사하고 97만 6000명이 포로가 되었으며 각지에서 파업과 시위가 발생하고, 니콜라이 2세 황제는 1915년부터 직접 최전선 전투 지휘에 나서며 국정은 황후에 맡기고, 황후를 등에 업은 라스푸틴을 중심으로 자연히 되어가면서 국정도 파탄지경에 이르렀다.
특히 라스푸틴의 폭정과 착취는 전대미문의 엄청난 규모에 달했다. 예를 들어 민중들 사이에서는 검열되지 않은 책 같은 것이 출판되어 그리고리 라스푸틴과 황후, 공주들이 불건전한 관계를 맺고 있다는 등 내용의 소문이 파다했을 정도였다.
결국 황제와 친했던 관리들마저 라스푸틴의 악행에 치를 떤 나머지 사퇴하여 혁명파에 붙은 자도 있었는데 이후 1916년 12월, 니콜라이 2세와 친척 측근인 펠릭스 유수포프 공작을 비롯한 관리들이 라스푸틴을 죽이려고 여러 가지 방법을 동원하지만 라스푸틴은 극약을 먹고도 2시간 동안 춤을 추는 등 초인적인 체력을 보여주다가 총에 맞고도 죽지 않았다.
그 후 라스푸틴의 변사체가 발견되었는데 사망 원인은 독극물도, 총살도 아닌 익사였고 혁명의 기운은 날이 갈수록 피할 수 없는 상황으로 치닫고 있었다.

#### 진압령과 배신
1917년 3월 8일, 마침내 수도 상트페테르부르크에서 대규모 시위가 일어났다. 9만 명이 넘는 노동자가 이 파업 데모에 참가하여 “빵을 달라”고 외쳤다. 이틀 후에는 시위가 시내 전체로 확산되었다(2월 혁명). 시위대는 <라 마르세예즈>를 부르며 붉은 깃발을 휘날렸다.
이에 니콜라이 2세는 알렉산드라의 총신이자 내무장관 알렉산드르 프로토포포프에게 '체제안정에 유지하라'는 사실상 무력진압을 명령했으며 상트페테르부르크에 수만 명의 군 병력과 예비군을 배치시켜 시위대를 저지하려 했으나 3월 12일 월요일 아침 6시 유명한 볼린스키 연대의 한 하사가 자신의 지휘관을 쏘는 것을 시작으로 다른 세모노프스키, 이스마일로프스키, 리토프스키, 마지막에는 표트르 대제가 직접 창설한 역사가 오래된 프로오브라젠스키 수비대까지 혁명에 가담했다.
이로써 군대는 물론이요 예전에 혁명가들을 칼로 살해했다던 악명 높은 기병대조차도 시위대에 동정심과 자책감을 느껴 결국 혁명군에 가담했고 그리하여 혁명의 물결은 더욱 거세졌다.
결국 시위진압 지휘를 하던 사령관들은 진압을 포기했으며, 황제와 친했던 관리들마저 사퇴하여 혁명파에 붙은 자들도 있었다.
엄청난 배신감을 느끼며 절망에 빠진 니콜라이 2세는 제위에서 스스로 물러나겠다는, 당시로서는 큰 변화를 예고하는 선언을 하게 된다. 정부는 총사퇴하고, 중산층을 중심으로 한 케렌스키의 임시 정부가 수립되었다.
원래 니콜라이 2세는 자신의 아들 알렉세이에게 제위를 물려주려고 했으나, 어린 나이인데다 혈우병을 앓고 있는 알렉세이였기에 자신의 동생 미하일 알렉산드로비치에게 제위를 양위하기로 결정했다. 그러나 이 소식을 들은 노동자와 농민들은 미하일 역시 니콜라이 2세와 다를 바 없다 하여 반대했다.
이러한 사태를 지켜보던 임시 정부는 미하일에게 제위를 버릴 것을 권고했고, 미하일은 그러한 제의를 받아들였다(미하일은 "저 또한 폐하처럼 백성들로부터 욕들을 짓을 할 수 없습니다."라고 말했다.). 이로써 군주제는 폐지되었고, 304년 동안 지속되어 온 독일계 왕조인 '홀슈타인-로마노프 왕조'는 막을 내리게 된다.

#### 임시 정부와 10월 혁명
2월 혁명을 주도했던 케렌스키 임시정부(멘셰비키가 다수를 차지)가 집권해도 '가난한 국가'라는 오명을 벗기지는 못했다. 케렌스키가 내놓은 정책은 아주 파격적이고 근본적인 개혁안을 내놓았지만, 식량 부족만은 여전했다.
1917년 6월에 대공세를 펼쳤으나, 자멸에 가까운 패배를 겪고 1917년 9월 어느 날, 당시 러시아의 영토였던 라트비아에서는 독일의 겨자가스 살포로 수많은 러시아의 사병과 장교들이 죽음을 당했다.
당시 수도였던 페트로그라드(現 상트페테르부르크)조차 독일-오스트리아 주도의 동맹국들에게 점령을 당할 것이라는 분위기가 나돌았다. 그 시기에 케렌스키 내각은 라브르 코르닐로프 장군에게 전복당할 뻔한 아찔한 상황을 겪게 된다.
1917년 10월 어느 날, 민중들은 또 다시 반란을 일으키게 된다. 2월 혁명이 피를 많이 흘렸는 데 반해, 10월 혁명은 무혈 혁명으로 마무리되었으며 기간도 길지 않았다. 여기에 케렌스키 내각은 퇴임을 선언하게 되고 레닌 주도의 볼셰비키 사회주의 공화국이 수립된다.
하지만 케렌스키는 니콜라이와는 달리 서유럽의 제도를 러시아에서 제도화시킨 공로를 인정받아 자유인의 몸이 된다.(케렌스키는 어렸을 때 레닌과 동문이었고 당시 심스부르크 학교의 교장이었던 그의 아버지는 레닌이 힘들어할 때 항상 위로해주었다고 한다. 케렌스키나 레닌은 둘 다 제정반대자였다. 다만 차이점이라면 케렌스키는 당시 러시아 인구의 20%도 채 안 되었던 '대졸자'였고, 신용을 잃지 않는 성격 덕분인지 정계 진출도 쉬웠다. 실제로 1912년 두마에도 진출했다. 그는 내각으로 집권하여 온건 정책을 내세웠다.)

#### 퇴위 이후
니콜라이의 처리를 놓고 사형을 하자는 볼셰비키 강경파와 수감으로 끝내자는 멘셰비키 및 케렌스키 일파의 의견이 대립했다. 하지만 레닌이 주도하는 볼셰비키가 집권한 뒤 제1차 세계 대전이 막바지였던 1918년, 러시아에는 내전의 기운이 감돌았다. 국민들은 기근으로 죽어갔고, 볼셰비키에 반감을 드러낸 자들은 그들로부터 숙청 당하여 백군으로 돌아선 자도 있었다. 니콜라이가 퇴위당한 이후 케렌스키와 온건파 및 일부 멘셰비키는 니콜라이의 동생 미하일 대공을 황제로 추대했다. 그러나 미하일은 1개월만에 암살당하고 만다.
그리고 볼셰비키가 동맹국과 상대로 맺은 가혹한 조약 때문에 서방 연합국들은 물론이요 일본과 미국조차도 볼셰비키를 비판하여 백군을 지원하기에 이른다. 이들 중에는 수억 달러의 돈을 들여서라도 우랄 지방에 감금된 니콜라이 가족을 구해주자는 자도 있었다.
백군은 제정 러시아 시절의 장교들의 강력하고도 냉철한 지휘력을 바탕으로 성장했다. 특히 알렉산드르 콜차크, 안톤 데니킨, 라브르 코르닐로프 등이 지휘하는 백군은 볼셰비키 정권을 심각하게 위협했었다. 하지만, 백군에는 구체제로 구성된 지주 출신들이나 장군들이었으며, 이들에게 뚜렷한 제도나 정책이 없었다.
백군의 목표는 단순히 볼셰비키 정권을 무너뜨리고 구체제로 회복하는 것뿐이었다. 그렇기에 노동자들과 농민들은 백군에 등을 돌려 볼셰비키 정권을 지지했다. 결국 백군은 수치스러운 패배를 당하였다. 10월 혁명으로 내각에서 물러난 케렌스키도 백군을 지원했다가 참패를 당하여 프랑스로 망명생활을 하게 되었다.

#### 2월 혁명 이후의 니콜라이

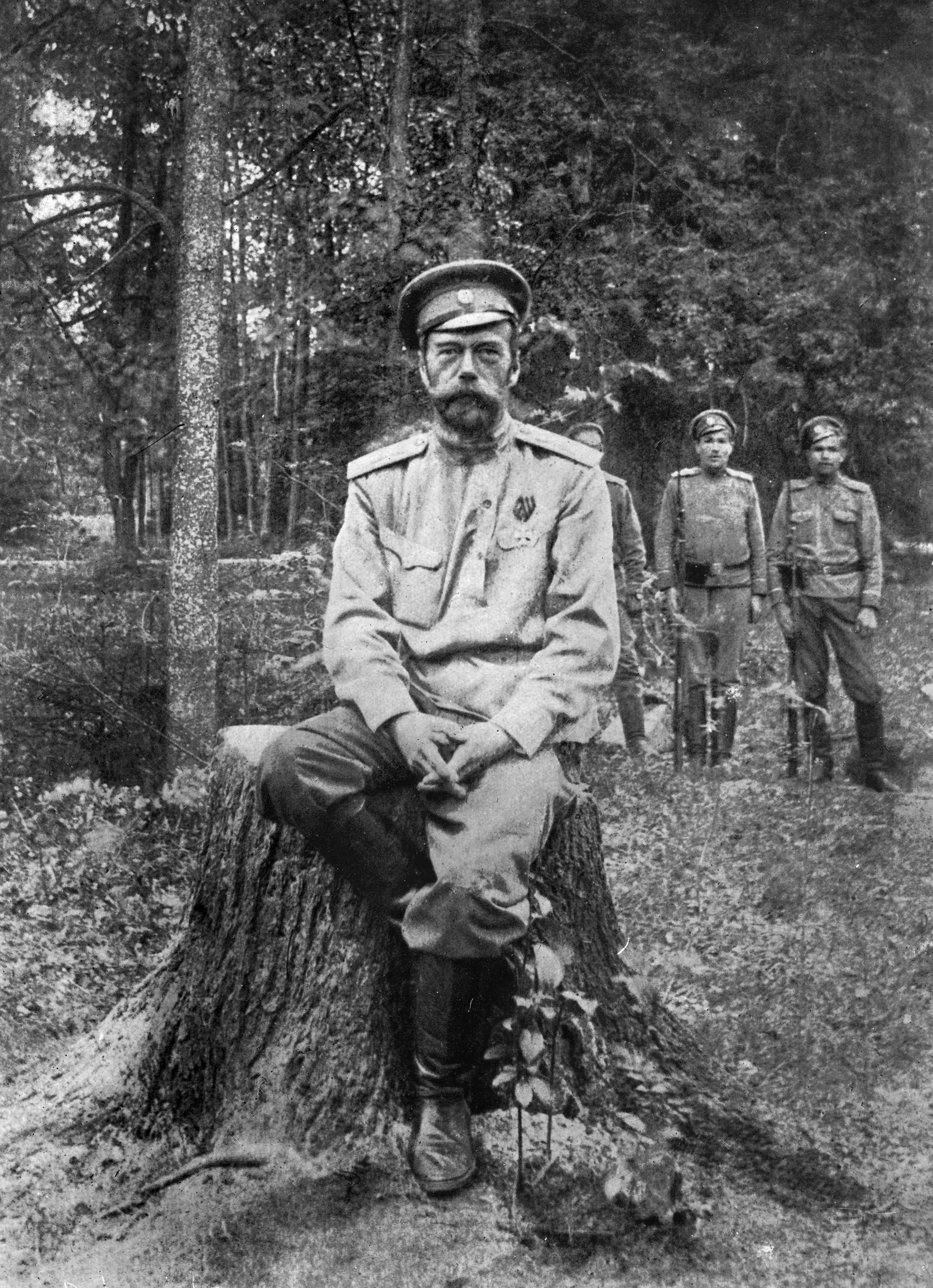
그의 마지막으로 알려진 사진이다. 사진은 1917년 3월에 찍혔다.

2월 혁명 이후, 니콜라이와 그의 가족들은 (황제의 명령이 아닌 케렌스키의 명령을 따르게 된) 군인(러시아가 아닌 케렌스키 개인 소유의 군인)들의 감시를 받아 가면서 우랄 지방에 거처하게 되었다.
약 8개월 동안 단란한 생활을 하게 된다. 하지만 이들은 예전에 깨끗했던 궁전이 아닌, 평범한 민가(民家)에 살아야 했다. 군인들은 그들의 대화까지도 엄격히 검열했다. 이때 황후 알렉산드라만은 아주 지독한 신경쇠약에 시달리게 된다.
니콜라이와 그의 가족들은 1918년 7월 어느 날, 유대인 출신의 야코프 스베르들로프의 적군(赤軍)에 의해 예카테린부르크의 이파티에프 하우스에 감금되었고 바로 그날 총살형을 당하였다.
이들의 시신은 전원 불태워져 소각되었고, 소각된 시신들은 1991년에 들어서야 발굴되었다. 이때 적군은 니콜라이 일가족들을 서둘러 처형했는데 니콜라이 황제의 지지세력인 백군(白軍)이 그들을 구출하려 한다는 소식을 들었기 때문이었다고도 한다.

### 니콜라이의 사후
사후 무려 73년이라는 시간이 흘러, 소련이 해체되었고 러시아 연방이 들어서면서 1991년 니콜라이 2세와 그의 직계가족들은 순교자로서 러시아 정교회의 성인으로 시성되었다.
1991년 예카테린부르크 근처의 숲에서 발견된 시신이 유럽 족보 기록을 바탕으로 니콜라이 2세 및 황후 가문의 사람들과의 혈연 관계 대조를 통한 DNA 검사에서 니콜라이 2세 가족의 시신으로 밝혀졌다.
이후 러시아는 니콜라이 2세 가족의 시신을 찾았다고 공식 발표했으며, 상트페테르부르크의 베드로-바울로 성당에 안치하였다. 2008년 10월 1일에 러시아 대법원은 마지막 황제 니콜라이 2세가 정치적 탄압에 의해 희생되었다는 판결을 내려, 그의 정치적 복권이 이뤄지게 되었다.

## 조지 5세와의 관계

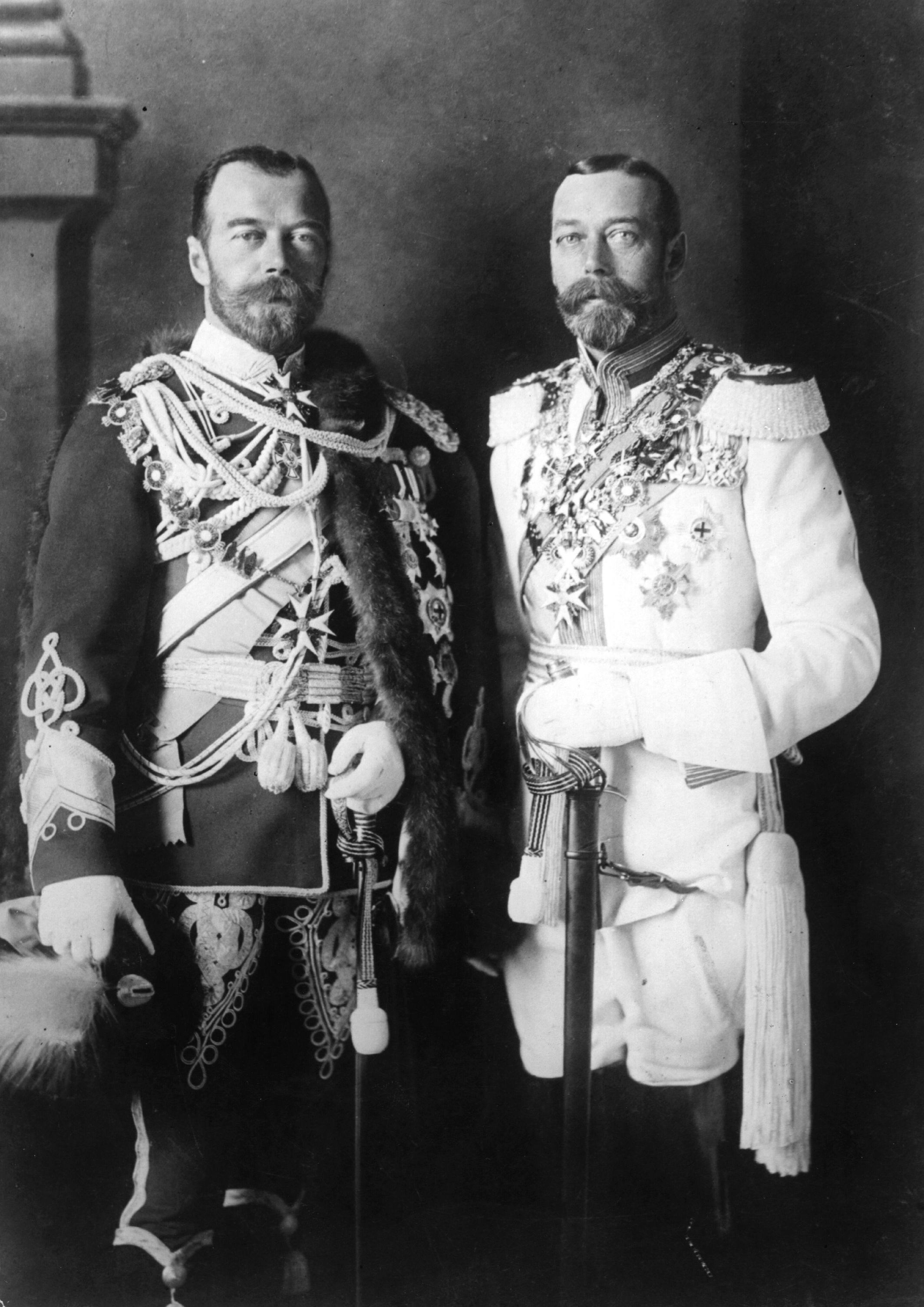
니콜라이 2세와 조지 5세. 같은 복장일 경우 누가 누구인지 알 수 없을 정도로 닮았다.

얼굴이 놀라울 정도로 이종사촌 형인 조지 5세와 똑같이 생겼다. 심지어는 같은 옷을 입고 있으면 그들의 친척들조차 둘을 구분하지 못할 정도였다. 사실 두 사람의 어머니들이 친자매였는데 이 역시 누가 누구인지 구분할 수 없을 정도로 동일하게 생겼다. 다만 성격은 정반대였는데 골수까지 군인같은 성격인 조지 5세와는 달리 니콜라이 2세는 온순하지만 우유부단한 성격이었다. 
자녀로는 니콜라이 2세는 1남 4녀로 1명만 아들이고 나머지는 모두 딸이었으며 조지 5세는 5남 1녀로 1명만 딸이고 나머지는 모두 아들이었다. 자녀들의 인격도 니콜라이 2세의 자녀들은 소탈하고 선량한 반면 조지 5세의 자녀들 중에서는 조지 5세의 장남 에드워드 8세가 나치를 숭상하는 데다 차남 조지 6세는 말더듬이였다. 또한 막내 아들이 모두 병을 앓고 있었는데 니콜라이 2세의 막내 아들 알렉세이 니콜라예비치 황태자는 혈우병을 앓고 있었고 조지 5세의 막내 아들 영국 왕자 존은 뇌전증을 앓고 있었다. 
말년의 경우, 니콜라이 2세는 적군에 의해 폐위당하고 총살당한 반면 조지 5세는 천수를 모두 누리고 사망했다.

## 가족 관계
니콜라이 2세는 알렉산드라 표도로브나와 결혼하여 1남 4녀를 두었다.
| 사진 | 이름                             | 생일             | 사망            | 기타                   |
| ---- | -------------------------------- | ---------------- | --------------- | ---------------------- |
|      | 올가 니콜라예브나 여대공         | 1895년 11월 15일 | 1918년 7월 17일 | 22세의 나이로 총살당함 |
|      | 타티야나 니콜라예브나 여대공     | 1897년 6월 10일  | 1918년 7월 17일 | 21세의 나이로 총살당함 |
|      | 마리야 니콜라예브나 여대공       | 1899년 6월 26일  | 1918년 7월 17일 | 19세의 나이로 총살당함 |
|      | 아나스타시야 니콜라예브나 여대공 | 1901년 6월 18일  | 1918년 7월 17일 | 17세의 나이로 총살당함 |
|      | 알렉세이 니콜라예비치 황태자     | 1904년 8월 12일  | 1918년 7월 17일 | 13세의 나이로 총살당함 |

## 니콜라이 1세와의 공통점
니콜라이 2세는 19세기의 황제였던 니콜라이 1세와 공통점을 가지고 있다.
- 황제로서 받게 된 이름이 같다는 것.
- 부인의 이름이 러시아 식으로 개명한 것이 '알렉산드라 표도로브나'라는 것.
- 자녀의 이름 중에서 올가와 마리아가 있다는 것.(그래서 이름 다음에 니콜라이의 자식이라는 뜻의 '니콜라예브나'가 있다.)
- 두 사람 다 재위 기간 이전 또는 재위 초기에 암살 위협을 당했다는 것. (니콜라이 1세는 데카브리스트의 난을 겪었고, 니콜라이 2세는 즉위를 앞두고 오쓰 사건으로 목숨을 잃을 뻔했다. )
- 니콜라이 1세와 니콜라이 2세 모두 재위 말기에 일어난 전쟁으로 큰 정치적 타격을 입었다는 것
  - (니콜라이 1세는 크림 전쟁으로 니콜라이 1세가 추진해온 반동 정책이 큰 타격을 입었다.)
  - (니콜라이 2세는 제 1차 세계대전으로 민심이 나빠져 결국 러시아 혁명으로 퇴위한 후, 유배지에서 총살당했다.)

## 같이 보기
| - 쓰다 산조 - 피의 일요일 - 러시아 혁명 - 러시아 여대공 아나스타시야 니콜라예브나 - 블라디미르 레닌 - 미하일 알렉산드로비치 대공 - 그리고리 라스푸틴 | - 러일 전쟁 - 빅토리아 여왕 - 알렉산드르 케렌스키 - 이오시프 스탈린 - 민영환 - 윤치호 |